# White Nights
Singles de Oh Land
"Rainbow"
(2011) "Speak Out Now"
(2011)
Pistes de Oh Land
"Human"
(7) "Helicopter"
(9)
White Nights est une chanson de l'artiste danoise Oh Land, c'est le troisième single issu de son deuxième album, éponyme, Oh Land. Cette chanson est sortie le 22 mai 2011. Ce single est également classé disque d'or au Danemark.

## Clip
Le clip est sorti sur YouTube le 9 août 2011, celui-ci dure 4:05.

## Liste des pistes
| No | Titre                                                | Durée |
| -- | ---------------------------------------------------- | ----- |
| 1. | "White Nights"                                       | 3:46  |
| 2. | "White Nights" (Twin Shadow Remix)                   | 4:08  |
| 3. | "White Nights" (Max Tundra Remix)                    | 3:22  |
| 4. | "White Nights" (Kasper Bjørke Reanimation Short Mix) | 4:26  |

## Classement par pays
| Classement (2012)      | Meilleure position |
| ---------------------- | ------------------ |
| Danemark (Tracklisten) | 13                 |